# Amtsgericht Gröningen
Das Amtsgericht Gröningen war ein Gericht der ordentlichen Gerichtsbarkeit und eines von acht Amtsgerichten (AG) im Bezirk des Landgerichts Halberstadt mit Sitz in Gröningen.

## Geschichte
Seit 1849 bestand das Appellationsgericht Halberstadt, dem das Kreisgericht Halberstadt nachgeordnet war. In Gröningen bestand eine Gerichtskommission des Kreisgerichtes Halberstadt. Im Rahmen der Reichsjustizgesetze wurden diese aufgehoben und durch Land- und Amtsgerichte ersetzt. Das königlich-preußische Amtsgericht Gröningen wurde mit Wirkung zum 1. Oktober 1879 als eines von acht Amtsgerichten im Bezirk des Landgerichtes Halberstadt gebildet. Der Sitz des Gerichts war Gröningen. Der Amtsgerichtsbezirk bestand aus folgenden Teilen des Kreises Oschersleben: die Stadtbezirke Croppenstedt und Gröningen und die Amtsbezirke Gröningen, Heteborn und den Gemeindebezirk Deesdorf aus dem Amtsbezirk Adersleben und den Gemeindebezirk Nienhagen aus dem Amtsbezirk Crottorf. Im Jahre 1888 war am Gericht ein Richter tätig; es war damit das kleinste Gericht im Landgerichtsbezirk.
In Folge der Weltwirtschaftskrise wurden 60 Amtsgerichte auf Grund von Sparverordnungen aufgehoben. Mit der Verordnung über die Aufhebung von Amtsgerichten vom 30. Juli 1932 wurde das Amtsgericht Gröningen zum 30. September 1932 aufgehoben und sein Sprengel dem Amtsgericht Halberstadt zugeordnet.